# Oberoende liberal
Oberoende liberal är en term som främst används för att placera tidningars ledarsidor på en politisk höger–vänster-skala. Andra sådana termer är liberal, borgerlig, centerpartistisk, socialdemokratisk etc.
Några exempel på tidningar som kallar sig oberoende liberala:
- Alingsås Tidning
- Dagens Nyheter
- Falu-Kuriren
- Göteborgs-Tidningen
- Hallandsposten
- Nya Lidköpings-Tidningen
- Sydsvenskan
- Vetlanda-Posten